# John Robert Cozens

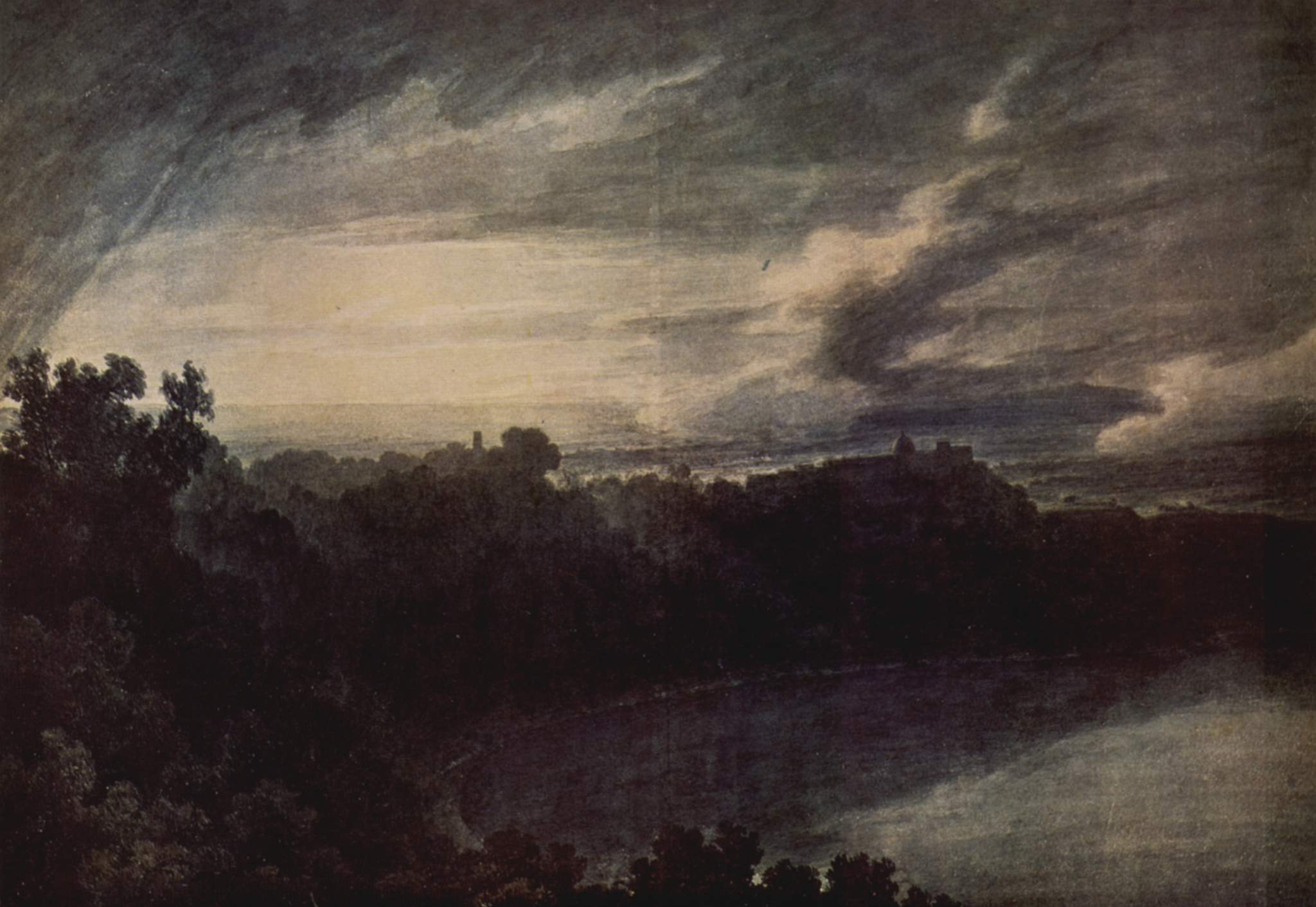
Albanosjön och Castel Gandolfo, ca 1777.

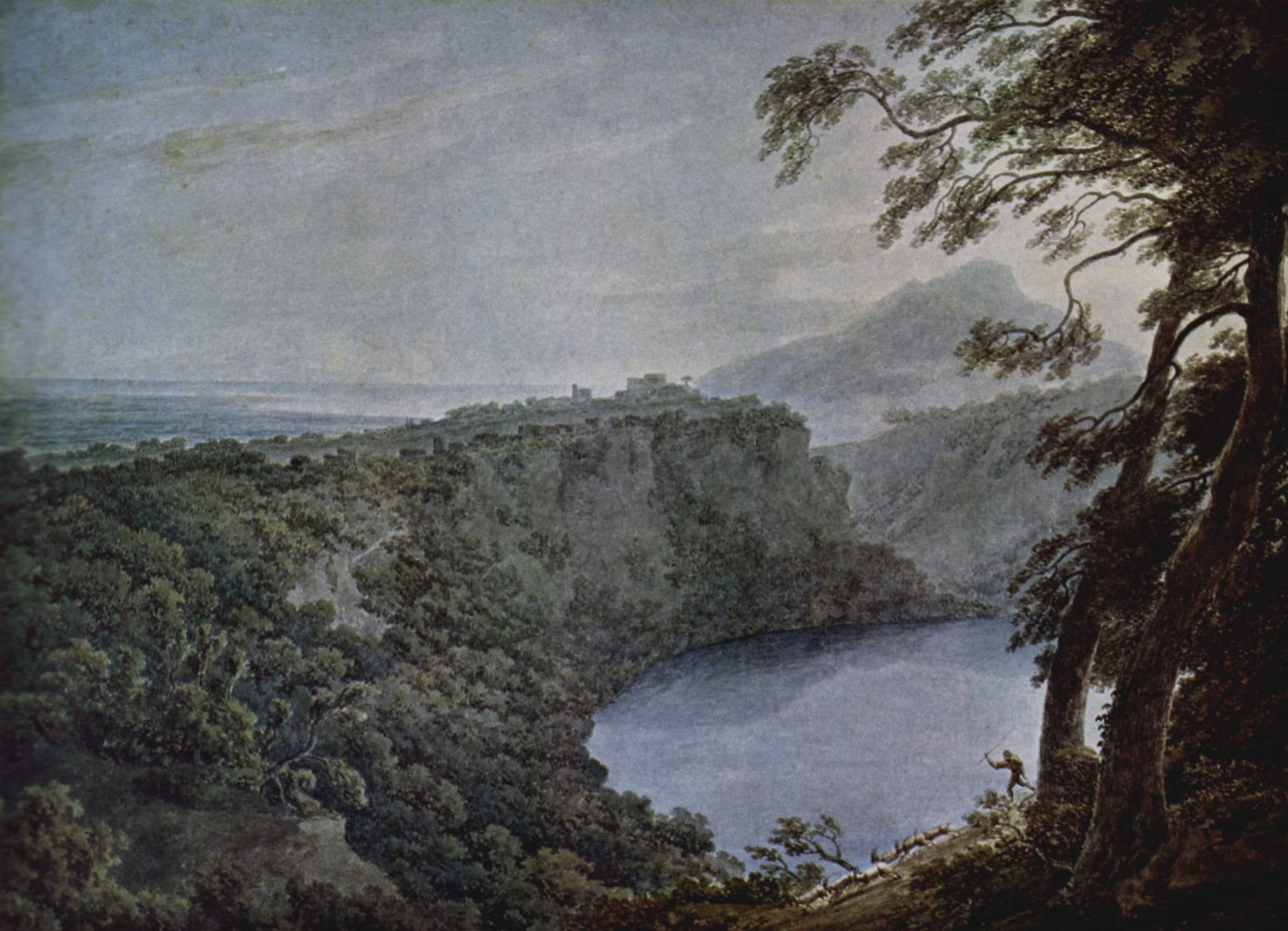
Nemisjön och Genzano, Italien, ca 1777.

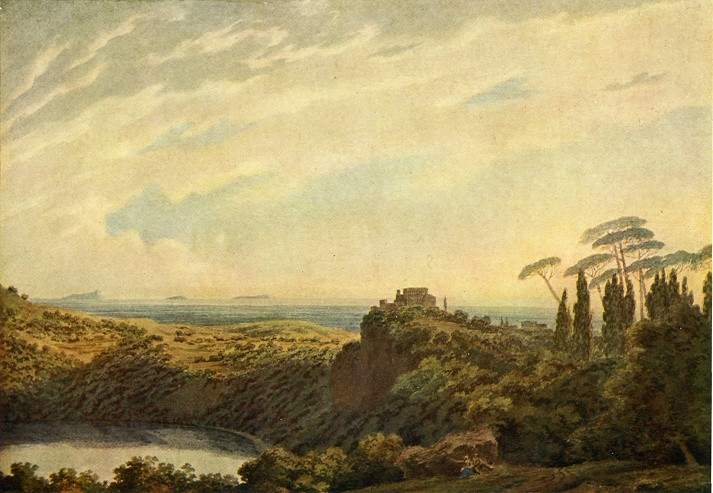
Nemisjön

John Robert Cozens, född 1752 i London, död den 14 december 1797 i London, var en engelsk landskapsmålare. Med sina teckningar och akvareller, utförda efter direkta naturstudier, blev han av stor betydelse för det engelska landskapsmåleriets utveckling.

## Biografi
Cozens var son till den ryskfödde tecknaren och akvarellisten Alexander Cozens. Han studerade under sin far och hade en första utställning av sina tidiga teckningar hos Society of Artists 1767. År 1776, visade han en stor oljemålning på Royal Academy i London.
Åren 1776 - 79 tillbringade han en del tid i Schweiz och Italien, där han tecknade Alperna och italienska vyer, för att 1779 återvända till London. År 1782 gjorde han sitt andra besök i Italien, tillsammans med författaren William Beckford, och tillbringade då mycket tid i Neapel. 
År 1783 återvände Cozens till England och 1789 publicerade han en rad tolkningar av "allmän karaktär ... av skogsträd". Han lämnade sitt arbete till Royal Academy, men det blev helt förkastat, och bedömt som "inte korrekt konst".
Vid en ålder av 42 år, tre år innan han dog, drabbades han av ett nervsammanbrott och blev inlagd vid Bethlem Royal Hospital asylum. Överläkaren där, Dr Thomas Monro, som också var en engagerad konstsamlare, insåg Cozens briljans och köpte hans samling.

## Arbeten
Cozens akvareller med sina speciella, atmosfäriska effekter och illusioner hade ett visst inflytande på Thomas Girtin och J.M.W. Turner. Hans arbete var fullt av poesi. Det finns en grandios storhet i hans alpina vyer och en känsla av storhet, ett lugn och ett slags mysterium i de flesta av hans målningar, vilket lämnar delar i hans bilder åt fantasin hos betraktaren att tolka och söka i.
John Constable kallade honom "det största geni som någonsin rört landskapet." Å andra sidan, lämnade Cozens aldrig sitt primitiva, nästan rudimentära, sätt att måla, vilket gjort att flera av hans verk ser mycket ut som färgade gravyrer.
I juni 2010 såldes Lake Albano (ca 1777) på auktion hos Sothebys i London, för 2,4 miljoner pund, ett rekord för en 1700-tals brittisk akvarell.